# كسوف الشمس 24 أكتوبر 2060
سيحدث كسوف حلقي للشمس في 24 أكتوبر 2060. يحدث كسوف الشمس عندما يمر القمر بين الأرض والشمس ، وبالتالي يحجب صورة الشمس كليًا أو جزئيًا عن مشاهد على الأرض. يحدث الكسوف الحلقي للشمس عندما يكون القطر الظاهر للقمر أصغر من قطر الشمس ، مما يحجب معظم ضوء الشمس ويتسبب في ظهور الشمس كحلقة . يظهر الخسوف الحلقي على شكل كسوف جزئي فوق منطقة من الأرض يبلغ عرضها آلاف الكيلومترات.

## الخسوفات ذات الصلة

### كسوف الشمس 2059-2061
هذا الكسوف هو جزء من سلسلة كسوف الشمس 2059-2061. يتكرر الكسوف في كل 177 يومًا تقريبًا و 4 ساعات ي العقد المتناوبة من مدار القمر.
| 119 | مايو22, 2058 جزئي             | 124 | نوفمبر 16, 2058 جزئي |
| 129 | مايو11, 2059 [الإنجليزية] كلي | 134 | نوفمبر 5, 2059 حلقي  |
| 139 | أبريل 30, 2060 كلي            | 144 | أكتوبر 24, 2060 حلقي |
| 149 | أبريل 20, 2061 كلي            | 154 | أكتوبر 13, 2061 حلقي |

### ساروس 144
وهي جزء من دورة Saros 144 ، تتكرر كل 18 سنة ، 11 يومًا ، وتحتوي على 70 حدثًا.
- بدأت السلسلة بكسوف جزئي للشمس في 11 أبريل 1736.
- يحتوي على كسوف حلقي من 7 يوليو 1880 حتى 27 أغسطس 2565.
- لا توجد كسوفات كاملة في هذه السلسلة.
- تنتهي السلسلة في العضو 70 ككسوف جزئي في 5 مايو 2980.

ستكون أطول مدة للحلقات 9 دقائق و 52 ثانية في 29 ديسمبر 2168.
| تحدث أعضاء السلسلة 11-21 بين عامي 1901 و 2100: | تحدث أعضاء السلسلة 11-21 بين عامي 1901 و 2100: | تحدث أعضاء السلسلة 11-21 بين عامي 1901 و 2100: |
| 11                                             | 12                                             | 13                                             |
| ---------------------------------------------- | ---------------------------------------------- | ---------------------------------------------- |
| </img> </br> 30 يوليو 1916                     | </img> </br> 10 أغسطس 1934                     | </img> </br> 20 أغسطس 1952                     |
| 14                                             | 15                                             | 16                                             |
| </img> </br> 31 أغسطس 1970                     | </img> </br> 11 سبتمبر 1988                    | </img> </br> 22 سبتمبر 2006                    |
| 17                                             | 18                                             | 19                                             |
| </img> </br> 2 أكتوبر 2024                     | </img> </br> 14 أكتوبر 2042                    | </img> </br> 24 أكتوبر 2060                    |
| 20                                             | 21                                             |                                                |
| </img> </br> 4 نوفمبر 2078                     | </img> </br> 15 نوفمبر 2096                    |                                                |

### سلسلة ميتونيك
تتكرر السلسلة ميتونيك كل 19 عامًا (6939.69 يومًا) ، وتستمر حوالي 5 دورات. يحدث الكسوف في نفس تاريخ التقويم تقريبًا. بالإضافة إلى ذلك ، تتكرر سلسلة أكتون الفرعية 1/5 من ذلك أو كل 3.8 سنوات (1387.94 يومًا). تحدث جميع الكسوفات في هذا الجدول عند العقدة الصاعدة للقمر.
| 21 من أحداث الكسوف بين 1 يونيو 2011 و 1 يونيو 2087 | 21 من أحداث الكسوف بين 1 يونيو 2011 و 1 يونيو 2087 | 21 من أحداث الكسوف بين 1 يونيو 2011 و 1 يونيو 2087 | 21 من أحداث الكسوف بين 1 يونيو 2011 و 1 يونيو 2087 | 21 من أحداث الكسوف بين 1 يونيو 2011 و 1 يونيو 2087 |
| مايو31 – يونيو 1                                   | مارس 19–20                                         | يناير 5–6                                          | أكتوبر 24–25                                       | أغسطس 12–13                                        |
| 118                                                | 120                                                | 122                                                | 124                                                | 126                                                |
| -------------------------------------------------- | -------------------------------------------------- | -------------------------------------------------- | -------------------------------------------------- | -------------------------------------------------- |
| يونيو 1, 2011                                      | مارس 20, 2015                                      | يناير 6, 2019 [الإنجليزية]                         | أكتوبر 25, 2022                                    | أغسطس 12, 2026                                     |
| 128                                                | 130                                                | 132                                                | 134                                                | 136                                                |
| يونيو 1, 2030                                      | مارس 20, 2034                                      | يناير 5, 2038                                      | أكتوبر 25, 2041                                    | أغسطس 12, 2045                                     |
| 138                                                | 140                                                | 142                                                | 144                                                | 146                                                |
| مايو31, 2049                                       | مارس 20, 2053                                      | يناير 5, 2057                                      | أكتوبر 24, 2060                                    | أغسطس 12, 2064                                     |
| 148                                                | 150                                                | 152                                                | 154                                                | 156                                                |
| مايو31, 2068                                       | مارس 19, 2072 [الإنجليزية]                         | يناير 6, 2076 [الإنجليزية]                         | أكتوبر 24, 2079 [الإنجليزية]                       | أغسطس 13, 2083 [الإنجليزية]                        |
| 158                                                | 160                                                | 162                                                | 164                                                | 166                                                |
| يونيو 1, 2087 [الإنجليزية]                         |                                                    |                                                    | أكتوبر 24, 2098 [الإنجليزية]                       |                                                    |

### سلسلة اينكس
هذا الكسوف هو جزء من دورة اينكس طويلة الأمد ، يتكرر عند العقد المتناوبة ، كل 358 شهرًا سينوديًا (≈ 10571.95 يومًا ، أو 29 عامًا ناقص 20 يومًا).
مظهرها وخط طولها غير منتظمين بسبب عدم التزامن مع الشهر غير الطبيعي (فترة الحضيض). ومع ذلك ، فإن مجموعات 3 دورات اينكس (87 سنة ناقص شهرين) تقترب (≈ 1،151.02 شهرًا غير طبيعي) ، لذا فإن الكسوف متشابه في هذه المجموعات.
| أعضاء سلسلة اينكس بين عامي 1901 و 2100: | أعضاء سلسلة اينكس بين عامي 1901 و 2100: | أعضاء سلسلة اينكس بين عامي 1901 و 2100: |
| --------------------------------------- | --------------------------------------- | --------------------------------------- |
| 22 نوفمبر 1919 (ساروس 141)              | 1 نوفمبر 1948 (ساروس 142)               | 12 أكتوبر 1977 (ساروس 143)              |
| 22 سبتمبر 2006 (ساروس 144)              | 2 سبتمبر 2035 (ساروس 145)               | 12 أغسطس 2064 (ساروس 146)               |
| 23 يوليو 2093 (ساروس 147)               |                                         |                                         |

### سلسلة تريتوس
هذا الكسوف هو جزء من دورة تريتوس ، يتكرر عند العقد المتناوبة كل 135 شهرًا متزامنًا (≈ 3986.63 يومًا ، أو 11 عامًا ناقص شهر واحد). مظهرها وخط طولها غير منتظمين بسبب نقص التزامن مع الشهر غير الطبيعي (فترة الحضيض) ، لكن التجمعات المكونة من 3 دورات تريتوس (33 عامًا ناقص 3 أشهر) تقترب (≈ 434.044 شهرًا غير طبيعي) ، لذا فإن الكسوف متشابه في هذه التجمعات.[بحاجة لمصدر]
| أعضاء سلسلة تريتوس بين عامي 1901 و 2100 | أعضاء سلسلة تريتوس بين عامي 1901 و 2100 | أعضاء سلسلة تريتوس بين عامي 1901 و 2100 | أعضاء سلسلة تريتوس بين عامي 1901 و 2100 |
| --------------------------------------- | --------------------------------------- | --------------------------------------- | --------------------------------------- |
| 9 سبتمبر 1904 (ساروس 133)               | 10 أغسطس 1915 (ساروس 134)               | 9 يوليو 1926 (ساروس 135)                |                                         |
| 8 يونيو 1937 (ساروس 136)                | 9 مايو 1948 (ساروس 137)                 | 8 أبريل 1959 (ساروس 138)                |                                         |
| 7 مارس 1970 (ساروس 139)                 | 4 فبراير 1981 (ساروس 140)               | 4 يناير 1992 (ساروس 141)                |                                         |
| 4 ديسمبر 2002 (ساروس 142)               | 3 نوفمبر 2013 (ساروس 143)               | 2 أكتوبر 2024 (ساروس 144)               |                                         |
| 2 سبتمبر 2035 (ساروس 145)               | 2 أغسطس 2046 (ساروس 146)                | 1 يوليو 2057 (ساروس 147)                |                                         |
| 31 مايو 2068 (ساروس 148)                | 1 مايو 2079 (ساروس 149)                 | 31 مارس 2090 (ساروس 150)                |                                         |

## روابط خارجية
- www.solar-eclipse.de - متوسط التغطية السحابية والمدن على طول مسار الكسوف
- http://eclipse.gsfc.nasa.gov/SEplot/SEplot2051/SE2060Oct24A. GIF